# Àlex Casanovas
Pour les articles homonymes, voir Casanovas.
Àlex Casanovas, né à Barcelone le 12 mars 1964, est un acteur de cinéma, de théâtre et de télévision catalan.

## Biographie
Né à Barcelone en 1964, il se forme dans la troupe de théâtre municipale de la ville d'Alella, en Catalogne.
Il joue notamment dans The Beauty Queen of Leenane, La Ménagerie de verre et Un tramway nommé Désir.
Acteur reconnu au niveau international en 1993 pour sa participation dans le film Kika de Pedro Almodóvar, il est également animateur de télévision pour TV3. En 1994, il présente également l'émission No te olvides el cepillo de dientes sur Antena 3.
Il devient en 2014 le président de l'Associació d'Actors i Directors Professionals de Catalunya (en français : Association des Acteurs et réalisateurs professionnels de Catalogne - AADPC).

## Filmographie
- 1993 : Kika de Pedro Almodóvar
- 2012 : Fènix 11·23 de Joel Joan

## Séries télévisées
- 2019 : H (diffusée sur le réseau Netflix)[6]

## Théâtre
En 2023, il joue avec la comédienne Lloll Bertran, dans Cartes d'amor, adaptation de la pièce Love letters d'A. R. Gurney.